# 穆盧普拉區
15°27′40″S 38°40′52″E / 15.461°S 38.681°E
穆盧普拉區（葡萄牙語：Murrupula），是莫桑比克的行政區，位於該國東北部，由楠普拉省負責管轄，首府設於穆盧普拉，面積3,100平方公里，2007年人口140,311，人口密度每平方公里45人。